# UCI Asia Tour
De UCI Asia Tour is het Aziatische luik van de continentale circuits van de UCI. Het is een wielercompetitie voor mannen waarvan alle wedstrijden op het Aziatische continent verreden worden. Naast de UCI Asia Tour zijn er ook competities in Europa, Afrika, Amerika en Oceanië. De UCI Asia Tour werd voor het eerst georganiseerd in 2005. Deze competitie vormt het laagste niveau van het professionele wielrennen, onder de UCI World Tour en de UCI ProSeries.

## Wedstrijden
De wedstrijden die deel uitmaken van de UCI Asia Tour variëren elk jaar enigszins, de jaarpagina's van deze competitie vermelden deze. De wedstrijden worden ingedeeld in vier categorieën op basis van hun niveau en of ze een- of meerdaags zijn.
- .1-categorie
  - 2.1-categorie, de "belangrijkste" meerdaagse wedstrijden
  - 1.1-categorie, de "belangrijkste" eendaagse wedstrijden
- .2-categorie
  - 2.2-categorie, de "minder belangrijke" meerdaagse wedstrijden
  - 1.2-categorie, de "minder belangrijke" eendaagse wedstrijden

## Lijst van eindwinnaars
| Seizoen                 | Winnaar             | Tweede                | Derde                 | Team                              | Land       |
| ----------------------- | ------------------- | --------------------- | --------------------- | --------------------------------- | ---------- |
| UCI Asia Tour 2005      | Andrej Mizoerov     | Ryan Cox              | Martin Mareš          | Giant Asia Racing Team            | Kazachstan |
| UCI Asia Tour 2005-2006 | Ghader Mizbani      | Hossein Askari        | Ahad Kazemi Sarai     | Giant Asia Racing Team            | Iran       |
| UCI Asia Tour 2006-2007 | Hossein Askari      | Ghader Mizbani        | Takashi Miyazawa      | Giant Asia Racing Team            | Iran       |
| UCI Asia Tour 2007-2008 | Hossein Askari      | Ghader Mizbani        | Hossein Nateghi       | Tabriz Petrochemical Team         | Japan      |
| UCI Asia Tour 2008-2009 | Ghader Mizbani      | Andrej Mizoerov       | Boris Sjpilevski      | Tabriz Petrochemical Cycling Team | Kazachstan |
| UCI Asia Tour 2009-2010 | Mehdi Sohrabi       | Hossein Askari        | Ghader Mizbani        | Tabriz Petrochemical Cycling Team | Iran       |
| UCI Asia Tour 2010-2011 | Mehdi Sohrabi       | Libardo Niño          | Amir Zargari          | Tabriz Petrochemical Team         | Iran       |
| UCI Asia Tour 2011-2012 | Hossein Alizadeh    | Stefan Schumacher     | Andrea Guardini       | Terengganu Cycling Team           | Kazachstan |
| UCI Asia Tour 2012-2013 | Julián Arredondo    | Alois Kaňkovský       | Ghader Mizbani        | Tabriz Petrochemical Team         | Iran       |
| UCI Asia Tour 2013-2014 | Mirsamad Pourseyedi | Boris Sjpilevski      | Alois Kaňkovský       | Tabriz Petrochemical Team         | Iran       |
| UCI Asia Tour 2015      | Mirsamad Pourseyedi | Jakub Mareczko        | Andrea Palini         | Pishgaman Yazd                    | Iran       |
| UCI Asia Tour 2016      | Mark Cavendish      | Peter Sagan           | Giacomo Nizzolo       | Pishgaman Yazd                    | Iran       |
| UCI Asia Tour 2017      | Mauricio Ortega     | Aleksej Loetsenko     | Jakub Mareczko        | Team Ukyo                         | Kazachstan |
| UCI Asia Tour 2018      | Aleksej Loetsenko   | Benjamin Dyball       | Artjom Ovetsjkin      | Kinan Cycling Team                | Kazachstan |
| UCI Asia Tour 2019      | Aleksej Loetsenko   | Xianjing Lyu          | Jevgenïy Gïdïç        | Terengganu Cycling Team           | Kazachstan |
| UCI Asia Tour 2020      | Aleksej Loetsenko   | Jevgenıı Fedorov      | Hideto Nakane         | Team Sapura Cycling               | Kazachstan |
| UCI Asia Tour 2021      | Aleksej Loetsenko   | Nariyuki Masuda       | Jambaljamts Sainbayar | Terengganu Cycling Team           | Kazachstan |
| UCI Asia Tour 2022      | Aleksej Loetsenko   | Jambaljamts Sainbayar | Igor Chzhan           | Terengganu Polygon Cycling Team   | Kazachstan |
| UCI Asia Tour 2023      | Aleksej Loetsenko   | Jambaljamts Sainbayar | Jevgenıı Fedorov      | Terengganu Polygon Cycling Team   | Kazachstan |
| UCI Asia Tour 2024      | Aleksej Loetsenko   | Xianjing Lyu          | Jevgenıı Fedorov      | Thailand Continental Cycling Team | Kazachstan |
| UCI Asia Tour 2025      |                     |                       |                       |                                   |            |

2005 · 
2006 · 
2007 · 
2008 · 
2009 · 
2010 · 
2011 · 
2012 · 
2013 · 
2014 ·
2015 ·
2016 ·
2017 ·
2018 ·
2019 ·
2020 ·
2021 ·
2022 ·
2023 · 
2024 · 
2025
Belangrijkste wedstrijden

Ronde van Hainan · Japan Cup · Ronde van Sharjah · Ronde van het Taihu-meer · Ronde van Fuzhou · Ronde van Dubai · Ronde van Qatar · Ronde van Oman · Ronde van Langkawi · Ronde van Taiwan · Ronde van Iran · Ronde van Japan · Ronde van Korea · Ronde van het Qinghaimeer · Ronde van China I · Ronde van China II · Ronde van Almaty